# پوزداتین
پوزداتین (به چکی: Pozďatín) یک منطقهٔ مسکونی در جمهوری چک است که در منطقه تربیچ واقع شده‌است. پوزداتین ۵٫۷۱ کیلومتر مربع مساحت و ۱۷۹ نفر جمعیت دارد و ۴۶۴ متر بالاتر از سطح دریا واقع شده‌است.